# U Thant Island
U Thant Island (ufficialmente Belmont Island) è un'isola artificiale che si trova a New York. Costruita durante gli scavi dello Steinway Tunnel, è dedicata al finanziere August Belmont Jr., nel 1977 venne utilizzata per scopi religiosi da Sri Chinmoy e ribattezzata informalmente in onore del segretario generale delle Nazioni Unite U Thant. Oggi è una riserva naturale per uccelli migratori.